# Jan Ignacy Pożaryski
Jan Ignacy Pożaryski herbu Bełty – chorąży mścisławski w latach 1678–1690, cześnik mścisławski w latach 1669–1677.
Był elektorem Michała Korybuta Wiśniowieckiego z województwa mścisławskiego w 1669 roku. W 1674 roku był elektorem Jana III Sobieskiego z województwa mścisławskiego.